# Assar

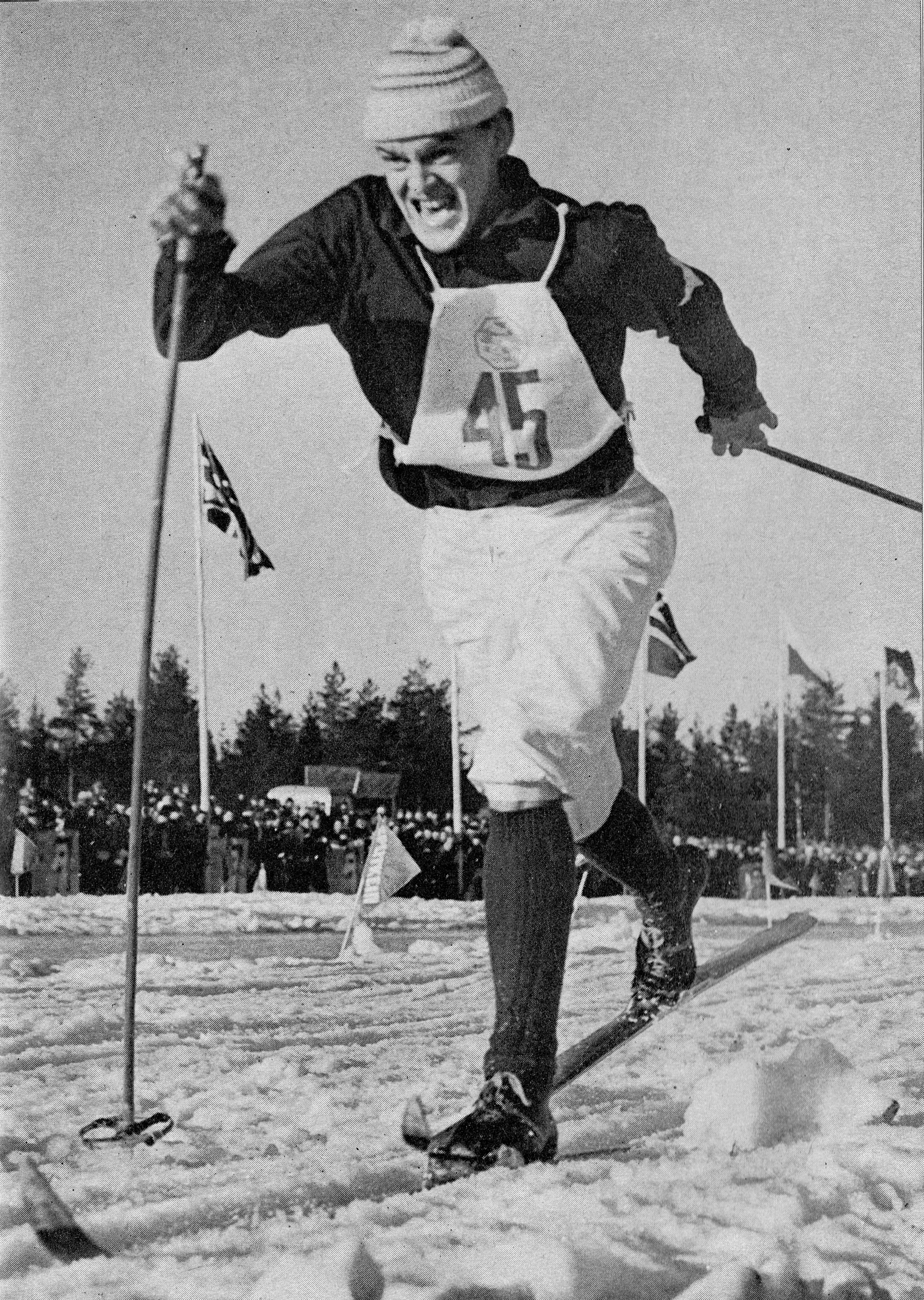
Assar Rönnlund, 1960.

Assar är ett mansnamn med nordiskt ursprung med betydelsen "han som ger svar" (Andswarur). Namnet har belägg i Sverige sedan cirka år 1000. En sidoform är Asser. En kvinnoform av namnet är Assarina. 
Flertalet med namnet Assar är födda på 1930- och 1940-talen. Sedan början på 1990-talet har dock namnet åter fått en viss uppgång, men namnet är totalt sett fortfarande ovanligt som tilltalsnamn. Den 31 december 2019 fanns det totalt 2 391 personer i Sverige med namnet, varav 723 med det som tilltalsnamn. År 2014 fick 22 pojkar namnet som tilltalsnamn.
I Sverige har Assar namnsdag den 16 december.

## Personer med namnet Assar
- Assar Gabrielsson (född 1891 i Västergötland), grundare av Volvo
- Assar Hadding (född 1886 i Skåne), geolog och mineralog, rektor för Lunds universitet
- Assar Lindbeck (född 1930 i Västerbotten), ekonom
- Assar Rönnlund (född 1935 i Västerbotten), längdskidåkare, bragdmedaljör, sportkommentator
- Assar Åkerman (född 1860 i Skåne), häradshövding, justitieminister

## Fiktiva
- Assar Bubbla, fiktiv person skapad av Astrid Lindgren
- Korven Assar, figur i den tecknade serien Assar